# Hymenostylium hildebrandtii
Hymenostylium hildebrandtii là một loài Rêu trong họ Pottiaceae. Loài này được (Müll. Hal.) R.H. Zander mô tả khoa học đầu tiên năm 1993.